# یواس‌اس اکومک (ای‌پی‌بی-۴۹)
یواس‌اس اکومک (ای‌پی‌بی-۴۹) (به انگلیسی: USS Accomac (APB-49)) یک کشتی بود که طول آن ۳۲۸ فوت (۱۰۰ متر) بود. این کشتی در سال ۱۹۴۴ ساخته شد.